# سری آ ۲۲–۲۰۲۱
سری آ ۲۲–۲۰۲۱ که به دلیل حامی مالی آن به عنوان سری آ TIM شناخته می‌شود، ۱۲۰ مین دوره از سطح اول فوتبال در ایتالیا، ۹۰ مین دوره از این مسابقات در قالب رقابت‌های دوره‌ای و دوازدهمین فصل از زمان تشکیل آن تحت نظارت کمیته اجرایی لیگ، لگا سری آ بود.
اینتر میلان به عنوان مدافع قهرمانی پا به عرصه رقابت‌های این فصل گذاشت.

## تیم‌ها
۲۰ تیم در لیگ با هم رقابت کردند - هفده تیم برتر از فصل قبل و سه تیم صعود کننده از سری بی. 
کروتونه, بنونتو هر دو تنها پس از یک سال حضور در لیگ برتر و پارما، پس از سه سال دوام در لیگ برتر، به سری بی ۲۲–۲۰۲۱ سقوط کردند.
در ۴ می ۲۰۲۱، امپولی پس از دو سال غیبت به سری آ بازگشت و شش روز بعد، سالرنیتانا رسماً بازگشت پس از ۲۲ سال به سری آ رسید. صعود کننده نهایی ونتزیا بود که در ۲۷ مه چیتادلا را در فینال پلی‌آف صعود شکست داد و پس از ۱۹ سال غیبت به برترین سطح از لیگ‌های فوتبال ایتالیا بازگشت.

### تعداد تیم‌ها براساس منطقه
| تعداد               | ناحیه          | تیم(ها)                      |
| ------------------- | -------------- | ---------------------------- |
| ۳                   | لیگوریا        | جنوآ، سمپدوریا و اسپتزیا     |
| ۳                   | لمباردی        | آتالانتا، اینترمیلان و میلان |
| ۲                   | کامپانیا       | ناپولی و سالرنیتانا          |
| ۲                   | لاتزیو         | لاتزیو و رم                  |
| ۲                   | پیمونت         | یوونتوس و تورینو             |
| ۲                   | ونتو           | هلاس ورونا و ونتزیا          |
| ۲                   | توسکانی        | فیورنتینا و امپولی           |
| ۲                   | امیلیا-رومانیا | بولونیا و ساسوئولو           |
| ۱                   |                |                              |
| فریولی ونتزیا جولیا | اودینزه        |                              |
| ساردینیا            | کالیاری        |                              |

### ورزشگاه‌ها
| تیم        | موقعیت     | ورزشگاه                          | ظرفیت  | عملکرد در فصل ۲۱–۲۰۲۰ |
| ---------- | ---------- | -------------------------------- | ------ | --------------------- |
| آتالانتا   | برگامو     | ورزشگاه آتلتی آتزوری دایتالیا    | ۲۵٬۰۰۰ | سوم سری آ             |
| سالرنیتانا | سالرنو     | ورزشگاه آرکی                     | ۳۱٬۲۰۰ | نایب قهرمان سری بی    |
| بولونیا    | بولونیا    | ورزشگاه رناتو دلارا              | ۳۶٬۴۶۲ | دوازدهم سری آ         |
| کالیاری    | کالیاری    | ورزشگاه ساردینیا آرنا            | ۱۶٬۴۱۶ | شانزدهم سری آ         |
| ونیزیا     | ونیز       | ورزشگاه پیرلوییجی پنزو           | ۱۱٬۱۵۰ | سوم سری بی            |
| فیورنتینا  | فلورانس    | ورزشگاه آرتمیو فرانکی            | ۴۵٬۰۰۰ | سیزدهم سری آ          |
| جنوآ       | جنوآ       | ورزشگاه لوئیجی فراری             | ۳۶٬۵۹۹ | یازدهم سری آ          |
| هلاس ورونا | ورونا      | ورزشگاه مارک آنتونیو بنتگودی     | ۳۹٬۳۷۱ | دهم سری آ             |
| اینترمیلان | میلان      | ورزشگاه جوزپه مه آتزا            | ۷۵٬۹۲۳ | قهرمان سری آ          |
| یوونتوس    | تورین      | ورزشگاه آلیانز                   | ۴۱٬۵۰۷ | چهارم سری آ           |
| لاتزیو     | رم         | ورزشگاه المپیک رم                | ۷۰٬۶۳۴ | ششم سری آ             |
| میلان      | میلان      | ورزشگاه سن سیرو                  | ۷۵٬۹۲۳ | نایب قهرمان سری آ     |
| ناپولی     | ناپل       | ورزشگاه سن پائولو                | ۵۴٬۷۲۶ | پنجم سری آ            |
| امپولی     | امپولی     | ورزشگاه کارلو کاستلانی           | ۱۶٬۲۸۴ | قهرمان سری بی         |
| رم         | رم         | ورزشگاه المپیک رم                | ۷۰٬۶۳۴ | هفتم سری آ            |
| سمپدوریا   | جنوآ       | ورزشگاه لوئیجی فراری             | ۳۶٬۵۹۹ | نهم سری آ             |
| ساسوئولو   | ساسوئولو   | ورزشگاه ماپی – چیتا دل تریکولوره | ۲۳٬۷۱۷ | هشتم سری آ            |
| اسپتزیا    | لا اسپتزیا | استادیوم آلبرتو پیکو             | ۲۳٬۸۶۰ | پانزدهم سری آ         |
| تورینو     | تورین      | ورزشگاه المپیک تورین             | ۲۷٬۹۵۸ | هفدهم سری آ           |
| اودینزه    | اودین      | ورزشگاه فریولی                   | ۲۵٬۱۴۴ | چهاردهم سری آ         |

### پرسنل و لباس‌ها
| تیم         | سرمربی                   | کاپیتان           | تولیدکننده | حامی مالی لباس                                        | حامی مالی لباس      | حامی مالی لباس            |
| تیم         | سرمربی                   | کاپیتان           | تولیدکننده | حامی اصلی                                             | پشت لباس            | آستین لباس                |
| ----------- | ------------------------ | ----------------- | ---------- | ----------------------------------------------------- | ------------------- | ------------------------- |
| آتالانتا    | جان پیرو گاسپرینی        | رافائل تولوی      | جوما       | plus500 Radici Group                                  | Gewiss              | Automha                   |
| بولونیا     | سینیشا میهایلوویچ        | روبرتو سوریانو    | ماکرون     | Facile Ristrutturare Selenella                        | Illumia             | Scala                     |
| کالیاری     | الساندرو آگوستینی (موقت) | ژوائو پدرو        | آدیداس     | ISOLA Artigianato di Sardegna Tiscali                 | Ichnusa             | Arborea                   |
| امپولی      | اورلیو آندره‌آتزولی       | سیمونه رومانیولی  | کاپا       | Computer Gross Sammontana (خانه) Saint-Gobain (مهمان) | Pediatrica          | Contrader                 |
| فیورنتینا   | وینچنزو ایتالیانو        | کریستیانو بیراگی  | کاپا       | Mediacom                                              | Prima.it            | Estra                     |
| جنوآ        | الکساندر بلسین           | دومنیکو کریشیتو   | کاپا       | MG.K Vis La Mia Liguria                               | Leaseplan           | Synlab Group              |
| هلاس ورونا  | ایگور تودور              | میگل ولوسو        | ماکرون     | Gruppo Sinergy Manila Grace                           | VetroCar            | Restructure 5.0           |
| اینتر میلان | سیمونه اینزاگی           | سمیر هاندانوویچ   | نایکی      | Socios.com                                            | Lenovo              | Digitalbits               |
| یوونتوس     | ماسیمیلیانو آلگری        | جورجو کیه‌لینی     | آدیداس     | Jeep                                                  | Cygames             | Bitget                    |
| لاتزیو      | مائوریتسیو ساری          | چیرو ایموبیله     | ماکرون     | Binance                                               | نداشت               | Frecciarossa              |
| میلان       | استفانو پیولی            | آلسیو رومانیولی   | پوما       | Emirates                                              | wefox               | BitMEX                    |
| ناپولی      | لوچانو اسپالتی           | لورنزو اینسینیه   | EA7        | Lete MSC Cruises                                      | Floki Inu           | Amazon                    |
| رم          | ژوزه مورینیو             | لورنتزو پلگرینی   | نیو بالانس | Digitalbits                                           | Hyundai             | نداشت                     |
| سالرنیتانا  | داویده نیکولا            | فرانک ریبری       | Zeus       | Caffè Motta Re d'Italia Art                           | Distretti Ecologici | Eté supermercati          |
| سمپدوریا    | مارکو جامپائولو          | فابیو کوالیارلا   | ماکرون     | Banca Ifis La Mia Liguria                             | IBSA                | Auto EVO                  |
| ساسولو      | آلسیو دیونیسی            | فرانچسکو ماگنانلی | پوما       | Mapei                                                 | نداشت               | نداشت                     |
| اسپتزیا     | تیاگو موتا               | جولیو ماگیوره     | Acerbis    | Distretti Ecologici La Mia Liguria                    | Recrowd             | Iozzelli Design           |
| تورینو      | ایوان یوریچ              | آندره‌آ بلوتی      | خوما       | Suzuki Fratelli Beretta                               | EdiliziAcrobatica   | N.38 Wüber                |
| اودینزه     | گابریل سیوفی (موقت)      | برام نویتینک      | ماکرون     | Dacia Kiba Inu                                        | Bluenergy           | Prosciutto di San Daniele |
| ونتزیا      | آندریا سونسین (موقت)     | مارکو مودولو      | کاپا       | Green Project Agency                                  | DR Automobiles      | Salumificio Becher        |

| 1. |

### تغییرات سرمربیان
| تیم        | مربی خروجی          | علت                      | تاریخ خروج      | رتبه    | مربی جایگزین             | تاریخ انتصاب    |
| ---------- | ------------------- | ------------------------ | --------------- | ------- | ------------------------ | --------------- |
| ناپولی     | جنارو گتوزو         | توافق طرفین              | ۲۳ مه ۲۰۲۱      | پیش-فصل | لوچانو اسپالتی           | ۱ ژوئیه ۲۰۲۱    |
| اینتر      | آنتونیو کونته       | توافق طرفین              | ۲۶ مه ۲۰۲۱      | پیش-فصل | سیمونه اینزاگی           | ۱ ژوئیه ۲۰۲۱    |
| هلاس ورونا | ایوان یوریچ         | توافق طرفین              | ۲۸ مه ۲۰۲۱      | پیش-فصل | ائوزبیو دی فرانچسکو      | ۱ ژوئیه ۲۰۲۱    |
| امپولی     | آلسیو دیونیسی       | توافق طرفین              | ۱۵ ژوئن ۲۰۲۱    | پیش-فصل | اورلیو آندره‌آتزولی       | ۱ ژوئیه ۲۰۲۱    |
| یوونتوس    | آندره‌آ پیرلو        | اخراج شد.                | ۲۸ مه ۲۰۲۱      | پیش-فصل | ماسیمیلیانو آلگری        | ۱ ژوئیه ۲۰۲۱    |
| رم         | پائولو فونسکا       | اتمام قرارداد            | ۳۰ ژوئن ۲۰۲۱    | پیش-فصل | ژوزه مورینیو             | ۱ ژوئیه ۲۰۲۱    |
| فیورنتینا  | جوزپه یاکینی        | اتمام قرارداد            | ۳۰ ژوئن ۲۰۲۱    | پیش-فصل | وینچنزو ایتالیانو        | ۱ ژوئیه ۲۰۲۱    |
| ساسولو     | روبرتو د زربی       | اتمام قرارداد            | ۳۰ ژوئن ۲۰۲۱    | پیش-فصل | آلسیو دیونیسی            | ۱ ژوئیه ۲۰۲۱    |
| سمپدوریا   | کلودیو رانیری       | اتمام قرارداد            | ۳۰ ژوئن ۲۰۲۱    | پیش-فصل | روبرتو داورسا            | ۴ ژوئیه ۲۰۲۱    |
| لاتزیو     | سیمونه اینزاگی      | اتمام قرارداد            | ۳۰ ژوئن ۲۰۲۱    | پیش-فصل | مائوریتسیو ساری          | ۱ ژوئیه ۲۰۲۱    |
| تورینو     | داویده نیکولا       | اتمام قرارداد            | ۳۰ ژوئن ۲۰۲۱    | پیش-فصل | ایوان یوریچ              | ۱ ژوئیه ۲۰۲۱    |
| اسپتزیا    | وینچنزو ایتالیانو   | عقد قرارداد با فیورنتینا | ۳۰ ژوئن ۲۰۲۱    | پیش-فصل | تیاگو موتا               | ۸ ژوئیه ۲۰۲۱    |
| هلاس ورونا | ائوزبیو دی فرانچسکو | اخراج شد.                | ۱۴ سپتامبر ۲۰۲۱ | ۱۹ام    | ایگور تودور              | ۱۴ سپتامبر ۲۰۲۱ |
| کالیاری    | لئوناردو سمپلیچی    | اخراج شد.                | ۱۴ سپتامبر ۲۰۲۱ | ۱۷ام    | والتر ماتزاری            | ۱۵ سپتامبر ۲۰۲۱ |
| سالرنیتانا | فابریتسیو کاستوری   | اخراج شد.                | ۱۷ اکتبر ۲۰۲۱   | ۲۰ام    | استفانو کولانتوئونو      | ۱۷ اکتبر ۲۰۲۱   |
| جنوا       | دیوید بالاردینی     | اخراج شد.                | ۶ نوامبر ۲۰۲۱   | ۱۷ام    | آندری شوچنکو             | ۷ نوامبر ۲۰۲۱   |
| اودینزه    | لوکا گوتی           | اخراج شد.                | ۷ دسامبر ۲۰۲۱   | ۱۴ام    | گابریل سیوفی (موقت)      | ۷ دسامبر ۲۰۲۱   |
| جنوا       | آندری شوچنکو        | اخراج شد.                | ۱۵ ژانویه ۲۰۲۲  | ۱۹ام    | عبدالله کونکو (موقت)     | ۱۵ ژانویه ۲۰۲۲  |
| سمپدوریا   | روبرتو داورسا       | اخراج شد.                | ۱۷ ژانویه ۲۰۲۲  | ۱۶ام    | مارکو جامپائولو          | ۱۹ ژانویه ۲۰۲۲  |
| جنوا       | عبدالله کونکو       | پایان دوره موقت          | ۱۹ ژانویه ۲۰۲۲  | ۱۹ام    | الکساندر بلسین           | ۱۹ ژانویه ۲۰۲۲  |
| سالرنیتانا | استفانو کولانتوئونو | اخراج شد.                | ۱۵ فوریه ۲۰۲۲   | ۲۰ام    | داویده نیکولا            | ۱۵ فوریه ۲۰۲۲   |
| ونتزیا     | پائولو زانتی        | اخراج شد.                | ۲۷ آوریل ۲۰۲۲   | ۲۰ام    | آندریا سونسین (موقت)     | ۲۷ آوریل ۲۰۲۲   |
| کالیاری    | والتر ماتزاری       | اخراج شد.                | ۲ مه ۲۰۲۲       | ۱۷ام    | الساندرو آگوستینی (موقت) | ۲ مه ۲۰۲۲       |

## جدول لیگ و نتایج

### جدول لیگ
| رتبه        | تیم         | امتیاز | بازی | پ. | ت. | ش. | گ.ز. | گ.خ. | ت.گ. | توضیحات |
| ----------- | ----------- | ------ | ---- | -- | -- | -- | ---- | ---- | ---- | --- |
| ۱.          | آ.ث. میلان  | ۸۶     | ۳۸   | ۲۶ | ۸  | ۴  | ۶۹   | ۳۱   | ۳۸+  | قوانین جدول رده‌بندی: ۱: امتیازات ۲: امتیاز در بازی‌های رو در رو ۳: تفاضل گل در بازی‌های رو در رو ۴: تفاضل گل ۵: گل‌های زده ۶: تساوی‌ها یادداشت: آمار بازی‌های رو در رو تنها زمانی در نظر گرفته می‌شود که تمام بازی‌های متقابل تیم‌های مورد نظر برگزار شده باشد. صعود و سقوط کسب سهمیه حضور در مرحله گروهی لیگ قهرمانان اروپا ۲۳–۲۰۲۲ کسب سهمیه حضور در مرحله گروهی لیگ اروپا ۲۳–۲۰۲۲ کسب سهمیه حضور در مرحله پلی‌آف لیگ کنفرانس اروپا ۲۳–۲۰۲۲ سقوط به سری بی ۲۳–۲۰۲۲ |
| ۲.          | اینتر میلان | ۸۴     | ۳۸   | ۲۵ | ۹  | ۴  | ۸۴   | ۳۲   | ۵۲+  | قوانین جدول رده‌بندی: ۱: امتیازات ۲: امتیاز در بازی‌های رو در رو ۳: تفاضل گل در بازی‌های رو در رو ۴: تفاضل گل ۵: گل‌های زده ۶: تساوی‌ها یادداشت: آمار بازی‌های رو در رو تنها زمانی در نظر گرفته می‌شود که تمام بازی‌های متقابل تیم‌های مورد نظر برگزار شده باشد. صعود و سقوط کسب سهمیه حضور در مرحله گروهی لیگ قهرمانان اروپا ۲۳–۲۰۲۲ کسب سهمیه حضور در مرحله گروهی لیگ اروپا ۲۳–۲۰۲۲ کسب سهمیه حضور در مرحله پلی‌آف لیگ کنفرانس اروپا ۲۳–۲۰۲۲ سقوط به سری بی ۲۳–۲۰۲۲ |
| ۳.          | ناپولی      | ۷۹     | ۳۸   | ۲۴ | ۷  | ۷  | ۷۴   | ۳۱   | ۴۳+  | قوانین جدول رده‌بندی: ۱: امتیازات ۲: امتیاز در بازی‌های رو در رو ۳: تفاضل گل در بازی‌های رو در رو ۴: تفاضل گل ۵: گل‌های زده ۶: تساوی‌ها یادداشت: آمار بازی‌های رو در رو تنها زمانی در نظر گرفته می‌شود که تمام بازی‌های متقابل تیم‌های مورد نظر برگزار شده باشد. صعود و سقوط کسب سهمیه حضور در مرحله گروهی لیگ قهرمانان اروپا ۲۳–۲۰۲۲ کسب سهمیه حضور در مرحله گروهی لیگ اروپا ۲۳–۲۰۲۲ کسب سهمیه حضور در مرحله پلی‌آف لیگ کنفرانس اروپا ۲۳–۲۰۲۲ سقوط به سری بی ۲۳–۲۰۲۲ |
| ۴.          | یوونتوس     | ۷۰     | ۳۸   | ۲۰ | ۱۰ | ۸  | ۵۷   | ۳۷   | ۲۰+  | قوانین جدول رده‌بندی: ۱: امتیازات ۲: امتیاز در بازی‌های رو در رو ۳: تفاضل گل در بازی‌های رو در رو ۴: تفاضل گل ۵: گل‌های زده ۶: تساوی‌ها یادداشت: آمار بازی‌های رو در رو تنها زمانی در نظر گرفته می‌شود که تمام بازی‌های متقابل تیم‌های مورد نظر برگزار شده باشد. صعود و سقوط کسب سهمیه حضور در مرحله گروهی لیگ قهرمانان اروپا ۲۳–۲۰۲۲ کسب سهمیه حضور در مرحله گروهی لیگ اروپا ۲۳–۲۰۲۲ کسب سهمیه حضور در مرحله پلی‌آف لیگ کنفرانس اروپا ۲۳–۲۰۲۲ سقوط به سری بی ۲۳–۲۰۲۲ |
| ۵.          | لاتزیو      | ۶۴     | ۳۸   | ۱۸ | ۱۰ | ۱۰ | ۷۷   | ۵۸   | ۱۹+  | قوانین جدول رده‌بندی: ۱: امتیازات ۲: امتیاز در بازی‌های رو در رو ۳: تفاضل گل در بازی‌های رو در رو ۴: تفاضل گل ۵: گل‌های زده ۶: تساوی‌ها یادداشت: آمار بازی‌های رو در رو تنها زمانی در نظر گرفته می‌شود که تمام بازی‌های متقابل تیم‌های مورد نظر برگزار شده باشد. صعود و سقوط کسب سهمیه حضور در مرحله گروهی لیگ قهرمانان اروپا ۲۳–۲۰۲۲ کسب سهمیه حضور در مرحله گروهی لیگ اروپا ۲۳–۲۰۲۲ کسب سهمیه حضور در مرحله پلی‌آف لیگ کنفرانس اروپا ۲۳–۲۰۲۲ سقوط به سری بی ۲۳–۲۰۲۲ |
| ۶.          | آ.اس. رم    | ۶۳     | ۳۸   | ۱۸ | ۹  | ۱۱ | ۵۹   | ۴۳   | ۱۶+  | قوانین جدول رده‌بندی: ۱: امتیازات ۲: امتیاز در بازی‌های رو در رو ۳: تفاضل گل در بازی‌های رو در رو ۴: تفاضل گل ۵: گل‌های زده ۶: تساوی‌ها یادداشت: آمار بازی‌های رو در رو تنها زمانی در نظر گرفته می‌شود که تمام بازی‌های متقابل تیم‌های مورد نظر برگزار شده باشد. صعود و سقوط کسب سهمیه حضور در مرحله گروهی لیگ قهرمانان اروپا ۲۳–۲۰۲۲ کسب سهمیه حضور در مرحله گروهی لیگ اروپا ۲۳–۲۰۲۲ کسب سهمیه حضور در مرحله پلی‌آف لیگ کنفرانس اروپا ۲۳–۲۰۲۲ سقوط به سری بی ۲۳–۲۰۲۲ |
| ۷.          | فیورنتینا   | ۶۲     | ۳۸   | ۱۹ | ۵  | ۱۴ | ۵۹   | ۵۱   | ۸+   | قوانین جدول رده‌بندی: ۱: امتیازات ۲: امتیاز در بازی‌های رو در رو ۳: تفاضل گل در بازی‌های رو در رو ۴: تفاضل گل ۵: گل‌های زده ۶: تساوی‌ها یادداشت: آمار بازی‌های رو در رو تنها زمانی در نظر گرفته می‌شود که تمام بازی‌های متقابل تیم‌های مورد نظر برگزار شده باشد. صعود و سقوط کسب سهمیه حضور در مرحله گروهی لیگ قهرمانان اروپا ۲۳–۲۰۲۲ کسب سهمیه حضور در مرحله گروهی لیگ اروپا ۲۳–۲۰۲۲ کسب سهمیه حضور در مرحله پلی‌آف لیگ کنفرانس اروپا ۲۳–۲۰۲۲ سقوط به سری بی ۲۳–۲۰۲۲ |
| ۸.          | آتالانتا    | ۵۹     | ۳۸   | ۱۶ | ۱۱ | ۱۱ | ۶۵   | ۴۸   | ۱۷+  | قوانین جدول رده‌بندی: ۱: امتیازات ۲: امتیاز در بازی‌های رو در رو ۳: تفاضل گل در بازی‌های رو در رو ۴: تفاضل گل ۵: گل‌های زده ۶: تساوی‌ها یادداشت: آمار بازی‌های رو در رو تنها زمانی در نظر گرفته می‌شود که تمام بازی‌های متقابل تیم‌های مورد نظر برگزار شده باشد. صعود و سقوط کسب سهمیه حضور در مرحله گروهی لیگ قهرمانان اروپا ۲۳–۲۰۲۲ کسب سهمیه حضور در مرحله گروهی لیگ اروپا ۲۳–۲۰۲۲ کسب سهمیه حضور در مرحله پلی‌آف لیگ کنفرانس اروپا ۲۳–۲۰۲۲ سقوط به سری بی ۲۳–۲۰۲۲ |
| ۹.          | هلاس ورونا  | ۵۳     | ۳۸   | ۱۴ | ۱۱ | ۱۳ | ۶۵   | ۵۹   | ۶+   | قوانین جدول رده‌بندی: ۱: امتیازات ۲: امتیاز در بازی‌های رو در رو ۳: تفاضل گل در بازی‌های رو در رو ۴: تفاضل گل ۵: گل‌های زده ۶: تساوی‌ها یادداشت: آمار بازی‌های رو در رو تنها زمانی در نظر گرفته می‌شود که تمام بازی‌های متقابل تیم‌های مورد نظر برگزار شده باشد. صعود و سقوط کسب سهمیه حضور در مرحله گروهی لیگ قهرمانان اروپا ۲۳–۲۰۲۲ کسب سهمیه حضور در مرحله گروهی لیگ اروپا ۲۳–۲۰۲۲ کسب سهمیه حضور در مرحله پلی‌آف لیگ کنفرانس اروپا ۲۳–۲۰۲۲ سقوط به سری بی ۲۳–۲۰۲۲ |
| ۱۰.         | تورینو      | ۵۰     | ۳۸   | ۱۳ | ۱۱ | ۱۴ | ۴۶   | ۴۱   | ۵+   | قوانین جدول رده‌بندی: ۱: امتیازات ۲: امتیاز در بازی‌های رو در رو ۳: تفاضل گل در بازی‌های رو در رو ۴: تفاضل گل ۵: گل‌های زده ۶: تساوی‌ها یادداشت: آمار بازی‌های رو در رو تنها زمانی در نظر گرفته می‌شود که تمام بازی‌های متقابل تیم‌های مورد نظر برگزار شده باشد. صعود و سقوط کسب سهمیه حضور در مرحله گروهی لیگ قهرمانان اروپا ۲۳–۲۰۲۲ کسب سهمیه حضور در مرحله گروهی لیگ اروپا ۲۳–۲۰۲۲ کسب سهمیه حضور در مرحله پلی‌آف لیگ کنفرانس اروپا ۲۳–۲۰۲۲ سقوط به سری بی ۲۳–۲۰۲۲ |
| ۱۱.         | ساسولو      | ۵۰     | ۳۸   | ۱۳ | ۱۱ | ۱۴ | ۶۴   | ۶۶   | ۲–   | قوانین جدول رده‌بندی: ۱: امتیازات ۲: امتیاز در بازی‌های رو در رو ۳: تفاضل گل در بازی‌های رو در رو ۴: تفاضل گل ۵: گل‌های زده ۶: تساوی‌ها یادداشت: آمار بازی‌های رو در رو تنها زمانی در نظر گرفته می‌شود که تمام بازی‌های متقابل تیم‌های مورد نظر برگزار شده باشد. صعود و سقوط کسب سهمیه حضور در مرحله گروهی لیگ قهرمانان اروپا ۲۳–۲۰۲۲ کسب سهمیه حضور در مرحله گروهی لیگ اروپا ۲۳–۲۰۲۲ کسب سهمیه حضور در مرحله پلی‌آف لیگ کنفرانس اروپا ۲۳–۲۰۲۲ سقوط به سری بی ۲۳–۲۰۲۲ |
| ۱۲.         | اودینزه     | ۴۷     | ۳۸   | ۱۱ | ۱۴ | ۱۳ | ۶۱   | ۵۸   | ۳+   | قوانین جدول رده‌بندی: ۱: امتیازات ۲: امتیاز در بازی‌های رو در رو ۳: تفاضل گل در بازی‌های رو در رو ۴: تفاضل گل ۵: گل‌های زده ۶: تساوی‌ها یادداشت: آمار بازی‌های رو در رو تنها زمانی در نظر گرفته می‌شود که تمام بازی‌های متقابل تیم‌های مورد نظر برگزار شده باشد. صعود و سقوط کسب سهمیه حضور در مرحله گروهی لیگ قهرمانان اروپا ۲۳–۲۰۲۲ کسب سهمیه حضور در مرحله گروهی لیگ اروپا ۲۳–۲۰۲۲ کسب سهمیه حضور در مرحله پلی‌آف لیگ کنفرانس اروپا ۲۳–۲۰۲۲ سقوط به سری بی ۲۳–۲۰۲۲ |
| ۱۳.         | بولونیا     | ۴۶     | ۳۸   | ۱۲ | ۱۰ | ۱۶ | ۴۴   | ۵۵   | ۱۱–  | قوانین جدول رده‌بندی: ۱: امتیازات ۲: امتیاز در بازی‌های رو در رو ۳: تفاضل گل در بازی‌های رو در رو ۴: تفاضل گل ۵: گل‌های زده ۶: تساوی‌ها یادداشت: آمار بازی‌های رو در رو تنها زمانی در نظر گرفته می‌شود که تمام بازی‌های متقابل تیم‌های مورد نظر برگزار شده باشد. صعود و سقوط کسب سهمیه حضور در مرحله گروهی لیگ قهرمانان اروپا ۲۳–۲۰۲۲ کسب سهمیه حضور در مرحله گروهی لیگ اروپا ۲۳–۲۰۲۲ کسب سهمیه حضور در مرحله پلی‌آف لیگ کنفرانس اروپا ۲۳–۲۰۲۲ سقوط به سری بی ۲۳–۲۰۲۲ |
| ۱۴.         | امپولی      | ۴۱     | ۳۸   | ۱۰ | ۱۱ | ۱۷ | ۵۰   | ۷۰   | ۲۰–  | قوانین جدول رده‌بندی: ۱: امتیازات ۲: امتیاز در بازی‌های رو در رو ۳: تفاضل گل در بازی‌های رو در رو ۴: تفاضل گل ۵: گل‌های زده ۶: تساوی‌ها یادداشت: آمار بازی‌های رو در رو تنها زمانی در نظر گرفته می‌شود که تمام بازی‌های متقابل تیم‌های مورد نظر برگزار شده باشد. صعود و سقوط کسب سهمیه حضور در مرحله گروهی لیگ قهرمانان اروپا ۲۳–۲۰۲۲ کسب سهمیه حضور در مرحله گروهی لیگ اروپا ۲۳–۲۰۲۲ کسب سهمیه حضور در مرحله پلی‌آف لیگ کنفرانس اروپا ۲۳–۲۰۲۲ سقوط به سری بی ۲۳–۲۰۲۲ |
| ۱۵.         | سمپدوریا    | ۳۶     | ۳۸   | ۱۰ | ۶  | ۲۲ | ۴۶   | ۶۳   | ۱۷–  | قوانین جدول رده‌بندی: ۱: امتیازات ۲: امتیاز در بازی‌های رو در رو ۳: تفاضل گل در بازی‌های رو در رو ۴: تفاضل گل ۵: گل‌های زده ۶: تساوی‌ها یادداشت: آمار بازی‌های رو در رو تنها زمانی در نظر گرفته می‌شود که تمام بازی‌های متقابل تیم‌های مورد نظر برگزار شده باشد. صعود و سقوط کسب سهمیه حضور در مرحله گروهی لیگ قهرمانان اروپا ۲۳–۲۰۲۲ کسب سهمیه حضور در مرحله گروهی لیگ اروپا ۲۳–۲۰۲۲ کسب سهمیه حضور در مرحله پلی‌آف لیگ کنفرانس اروپا ۲۳–۲۰۲۲ سقوط به سری بی ۲۳–۲۰۲۲ |
| ۱۶.         | اسپتزیا     | ۳۶     | ۳۸   | ۱۰ | ۶  | ۲۲ | ۴۱   | ۷۱   | ۳۰–  | قوانین جدول رده‌بندی: ۱: امتیازات ۲: امتیاز در بازی‌های رو در رو ۳: تفاضل گل در بازی‌های رو در رو ۴: تفاضل گل ۵: گل‌های زده ۶: تساوی‌ها یادداشت: آمار بازی‌های رو در رو تنها زمانی در نظر گرفته می‌شود که تمام بازی‌های متقابل تیم‌های مورد نظر برگزار شده باشد. صعود و سقوط کسب سهمیه حضور در مرحله گروهی لیگ قهرمانان اروپا ۲۳–۲۰۲۲ کسب سهمیه حضور در مرحله گروهی لیگ اروپا ۲۳–۲۰۲۲ کسب سهمیه حضور در مرحله پلی‌آف لیگ کنفرانس اروپا ۲۳–۲۰۲۲ سقوط به سری بی ۲۳–۲۰۲۲ |
| ۱۷.         | سالرنیتانا  | ۳۱     | ۳۸   | ۷  | ۱۰ | ۲۱ | ۳۳   | ۷۸   | ۴۵–  | قوانین جدول رده‌بندی: ۱: امتیازات ۲: امتیاز در بازی‌های رو در رو ۳: تفاضل گل در بازی‌های رو در رو ۴: تفاضل گل ۵: گل‌های زده ۶: تساوی‌ها یادداشت: آمار بازی‌های رو در رو تنها زمانی در نظر گرفته می‌شود که تمام بازی‌های متقابل تیم‌های مورد نظر برگزار شده باشد. صعود و سقوط کسب سهمیه حضور در مرحله گروهی لیگ قهرمانان اروپا ۲۳–۲۰۲۲ کسب سهمیه حضور در مرحله گروهی لیگ اروپا ۲۳–۲۰۲۲ کسب سهمیه حضور در مرحله پلی‌آف لیگ کنفرانس اروپا ۲۳–۲۰۲۲ سقوط به سری بی ۲۳–۲۰۲۲ |
| ۱۸.         | کالیاری     | ۳۰     | ۳۸   | ۶  | ۱۲ | ۲۰ | ۳۴   | ۶۸   | ۳۴–  | قوانین جدول رده‌بندی: ۱: امتیازات ۲: امتیاز در بازی‌های رو در رو ۳: تفاضل گل در بازی‌های رو در رو ۴: تفاضل گل ۵: گل‌های زده ۶: تساوی‌ها یادداشت: آمار بازی‌های رو در رو تنها زمانی در نظر گرفته می‌شود که تمام بازی‌های متقابل تیم‌های مورد نظر برگزار شده باشد. صعود و سقوط کسب سهمیه حضور در مرحله گروهی لیگ قهرمانان اروپا ۲۳–۲۰۲۲ کسب سهمیه حضور در مرحله گروهی لیگ اروپا ۲۳–۲۰۲۲ کسب سهمیه حضور در مرحله پلی‌آف لیگ کنفرانس اروپا ۲۳–۲۰۲۲ سقوط به سری بی ۲۳–۲۰۲۲ |
| ۱۹.         | جنوا        | ۲۸     | ۳۸   | ۴  | ۱۶ | ۱۸ | ۲۷   | ۶۰   | ۳۳–  | قوانین جدول رده‌بندی: ۱: امتیازات ۲: امتیاز در بازی‌های رو در رو ۳: تفاضل گل در بازی‌های رو در رو ۴: تفاضل گل ۵: گل‌های زده ۶: تساوی‌ها یادداشت: آمار بازی‌های رو در رو تنها زمانی در نظر گرفته می‌شود که تمام بازی‌های متقابل تیم‌های مورد نظر برگزار شده باشد. صعود و سقوط کسب سهمیه حضور در مرحله گروهی لیگ قهرمانان اروپا ۲۳–۲۰۲۲ کسب سهمیه حضور در مرحله گروهی لیگ اروپا ۲۳–۲۰۲۲ کسب سهمیه حضور در مرحله پلی‌آف لیگ کنفرانس اروپا ۲۳–۲۰۲۲ سقوط به سری بی ۲۳–۲۰۲۲ |
| ۲۰.         | ونتزیا      | ۲۷     | ۳۸   | ۶  | ۹  | ۲۳ | ۳۴   | ۶۹   | ۳۵–  | قوانین جدول رده‌بندی: ۱: امتیازات ۲: امتیاز در بازی‌های رو در رو ۳: تفاضل گل در بازی‌های رو در رو ۴: تفاضل گل ۵: گل‌های زده ۶: تساوی‌ها یادداشت: آمار بازی‌های رو در رو تنها زمانی در نظر گرفته می‌شود که تمام بازی‌های متقابل تیم‌های مورد نظر برگزار شده باشد. صعود و سقوط کسب سهمیه حضور در مرحله گروهی لیگ قهرمانان اروپا ۲۳–۲۰۲۲ کسب سهمیه حضور در مرحله گروهی لیگ اروپا ۲۳–۲۰۲۲ کسب سهمیه حضور در مرحله پلی‌آف لیگ کنفرانس اروپا ۲۳–۲۰۲۲ سقوط به سری بی ۲۳–۲۰۲۲ |
| منبع: سری آ |             |        |      |    |    |    |      |      |      | |

1. 1 2  از آنجایی که اینتر میلان، به عنوان قهرمان کوپا ایتالیا ۲۲–۲۰۲۱، جواز حضور در لیگ قهرمانان اروپا را کسب کرده بود، سهمیه حضور در لیگ اروپا که به قهرمان کوپا ایتالیا تعلق می‌گرفت به تیم ششم واگذار شد و سهمیه حضور در مرحله پلی‌آف لیگ کنفرانس اروپا که به تیم ششم تعلق داشت به تیم هفتم اعطا شد.
2. 1 2  تورینو با توجه به امتیازها در بازی‌های رودررو بالاتر از ساسولو قرار گرفت: ساسولو ۰–۱ تورینو، تورینو ۱–۱ ساسولو؛ تورینو ۴ امتیاز، ساسولو ۱ امتیاز

### جایگاه هفتگی
| هفته←تیم↓  | ۱  | ۲  | ۳  | ۴  | ۵  | ۶  | ۷  | ۸  | ۹  | ۱۰ | ۱۱ | ۱۲ | ۱۳ | ۱۴ | ۱۵ | ۱۶ | ۱۷ | ۱۸ | ۱۹ | ۲۰ | ۲۱ | ۲۲ | ۲۳ | ۲۴ | ۲۵ | ۲۶ | ۲۷ | ۲۸ | ۲۹ | ۳۰ | ۳۱ | ۳۲ | ۳۳ | ۳۴ | ۳۵ | ۳۶ | ۳۷ | ۳۸ |
| هفته←تیم↓  |    |    |    |    |    |    |    |    |    |    |    |    |    |    |    |    |    |    |    |    |    |    |    |    |    |    |    |    |    |    |    |    |    |    |    |    |    |    |
| ---------- | -- | -- | -- | -- | -- | -- | -- | -- | -- | -- | -- | -- | -- | -- | -- | -- | -- | -- | -- | -- | -- | -- | -- | -- | -- | -- | -- | -- | -- | -- | -- | -- | -- | -- | -- | -- | -- | -- |
| میلان      | ۸  | ۴  | ۲  | ۳  | ۳  | ۲  | ۲  | ۲  | ۲  | ۲  | ۲  | ۲  | ۲  | ۲  | ۲  | ۱  | ۲  | ۳  | ۲  | ۲  | ۲  | ۲  | ۳  | ۳  | ۱  | ۱  | ۲  | ۱  | ۱  | ۱  | ۱  | ۱  | ۱  | ۱  | ۱  | ۱  | ۱  | ۱  |
| اینتر      | ۱  | ۲  | ۴  | ۲  | ۲  | ۳  | ۳  | ۳  | ۳  | ۳  | ۳  | ۳  | ۳  | ۳  | ۳  | ۲  | ۱  | ۱  | ۱  | ۱  | ۱  | ۱  | ۱  | ۱  | ۲  | ۲  | ۳  | ۲  | ۳  | ۳  | ۳  | ۲  | ۲  | ۲  | ۲  | ۲  | ۲  | ۲  |
| ناپولی     | ۴  | ۵  | ۳  | ۱  | ۱  | ۱  | ۱  | ۱  | ۱  | ۱  | ۱  | ۱  | ۱  | ۱  | ۱  | ۳  | ۴  | ۲  | ۳  | ۳  | ۳  | ۳  | ۲  | ۲  | ۳  | ۳  | ۱  | ۳  | ۲  | ۲  | ۲  | ۳  | ۳  | ۳  | ۳  | ۳  | ۳  | ۳  |
| یوونتوس    | ۱۰ | ۱۲ | 16 | ۱۸ | ۱۲ | ۱۰ | ۷  | 7  | ۶  | ۷  | ۹  | ۸  | ۸  | ۷  | 7  | ۵  | ۷  | 7  | 5  | 5  | 5  | 5  | 5  | 4  | 4  | 4  | 4  | 4  | 4  | 4  | 4  | 4  | 4  | 4  | 4  | 4  | 4  | ۴  |
| لاتزیو     | 2  | ۱  | 7  | ۶  | 7  | 6  | 6  | ۵  | 8  | 6  | 6  | 5  | ۶  | ۸  | ۹  | ۸  | ۹  | ۸  | ۸  | ۸  | ۸  | ۸  | 8  | 6  | 6  | ۶  | ۷  | 7  | ۵  | 7  | 6  | 6  | 6  | 6  | 5  | 5  | 5  | ۵  |
| رم         | 3  | 3  | 1  | 4  | 4  | 4  | 4  | 4  | 4  | 4  | 4  | 6  | 5  | 5  | ۵  | 7  | 6  | 5  | ۶  | 7  | ۶  | 7  | ۶  | ۷  | ۷  | 8  | 6  | ۶  | 7  | 6  | 5  | 5  | 5  | 5  | 6  | 6  | 6  | ۶  |
| فیورنتینا  | ۱۸ | ۱۰ | 8  | 5  | 6  | 5  | ۵  | ۹  | ۷  | ۸  | ۷  | ۷  | 7  | 6  | 6  | 6  | 5  | ۶  | 7  | ۶  | ۷  | ۶  | ۷  | ۸  | ۸  | ۷  | ۸  | ۸  | ۸  | ۸  | ۸  | ۷  | ۷  | ۷  | 8  | 7  | 7  | ۷  |
| آتالانتا   | ۷  | ۹  | ۱۰ | 7  | ۵  | ۷  | 8  | 6  | 5  | 5  | 5  | 4  | 4  | 4  | 4  | 4  | 3  | 4  | 4  | ۴  | ۴  | ۴  | ۴  | ۵  | ۵  | ۵  | ۵  | ۵  | ۶  | ۵  | ۷  | ۸  | ۸  | ۸  | ۷  | ۸  | ۸  | ۸  |
| هلاس       | ۱۳ | 17 | ۱۹ | ۱۴ | ۱۵ | ۱۴ | ۱۲ | ۱۳ | ۱۱ | ۱۰ | ۸  | ۱۰ | ۹  | ۱۰ | ۱۰ | ۱۰ | ۱۱ | ۱۳ | ۱۲ | ۱۰ | ۱۲ | ۱۰ | ۹  | ۹  | ۹  | ۹  | ۹  | ۹  | ۹  | ۱۰ | ۹  | ۱۰ | ۹  | ۹  | ۹  | ۹  | ۹  | ۹  |
| تورینو     | ۱۵ | ۱۶ | ۱۱ | ۱۰ | ۹  | ۹  | ۱۱ | ۱۲ | ۱۲ | ۱۳ | ۱۲ | ۱۲ | ۱۱ | ۱۳ | ۱۳ | ۱۳ | ۱۳ | ۱۰ | ۱۱ | ۱۲ | ۹  | ۹  | ۱۰ | ۱۰ | ۱۰ | ۱۰ | ۱۱ | ۱۱ | ۱۱ | ۱۱ | ۱۱ | ۱۱ | ۱۱ | ۱۱ | ۱۰ | ۱۰ | ۱۰ | ۱۰ |
| ساسولو     | ۶  | ۸  | ۹  | ۱۲ | ۱۴ | ۱۲ | ۱۴ | ۱۴ | ۱۳ | ۹  | ۱۳ | ۱۳ | ۱۳ | ۱۲ | ۱۲ | ۱۲ | ۱۲ | ۱۱ | ۱۳ | ۱۳ | ۱۰ | ۱۲ | ۱۱ | ۱۲ | ۱۲ | ۱۱ | ۱۰ | ۱۰ | ۱۰ | ۹  | ۱۰ | ۹  | ۱۰ | ۱۰ | ۱۱ | ۱۱ | ۱۱ | ۱۱ |
| اودینزه    | 12 | 6  | ۵  | ۸  | ۱۰ | ۱۳ | ۱۳ | ۱۰ | ۱۴ | ۱۴ | ۱۴ | ۱۴ | ۱۵ | ۱۴ | ۱۴ | ۱۴ | ۱۵ | ۱۴ | ۱۴ | ۱۴ | ۱۴ | ۱۵ | ۱۵ | ۱۴ | ۱۵ | ۱۶ | ۱۴ | ۱۴ | ۱۴ | ۱۴ | ۱۳ | ۱۳ | ۱۲ | ۱۲ | ۱۲ | ۱۲ | ۱۲ | ۱۲ |
| بولونیا    | ۵  | 7  | ۶  | ۹  | ۸  | ۱۱ | ۹  | ۸  | ۹  | ۱۲ | ۱۰ | ۹  | ۱۰ | ۹  | ۸  | ۹  | ۱۰ | ۱۲ | ۱۰ | ۱۱ | ۱۳ | ۱۳ | ۱۳ | ۱۳ | ۱۳ | ۱۲ | ۱۲ | ۱۲ | ۱۲ | ۱۲ | ۱۲ | ۱۲ | ۱۳ | ۱۳ | ۱۳ | ۱۳ | ۱۳ | ۱۳ |
| امپولی     | ۱۷ | ۱۱ | ۱۲ | ۱۶ | ۱۱ | ۸  | ۱۰ | ۱۱ | ۱۰ | ۱۱ | ۱۱ | ۱۱ | ۱۲ | ۱۱ | ۱۱ | ۱۱ | ۸  | ۹  | ۹  | ۹  | ۱۱ | ۱۱ | ۱۲ | ۱۱ | ۱۱ | ۱۳ | ۱۳ | ۱۳ | ۱۳ | ۱۳ | ۱۴ | ۱۴ | ۱۴ | ۱۴ | ۱۴ | ۱۴ | ۱۴ | ۱۴ |
| سمپدوریا   | ۱۶ | ۱۳ | ۱۵ | ۱۱ | ۱۳ | ۱۵ | ۱۵ | ۱۷ | ۱۵ | ۱۵ | 15 | ۱۸ | ۱۶ | ۱۵ | ۱۵ | ۱۵ | ۱۴ | ۱۵ | ۱۵ | ۱۵ | ۱۵ | ۱۶ | ۱۶ | ۱۶ | ۱۶ | ۱۴ | ۱۵ | ۱۵ | ۱۶ | ۱۵ | ۱۶ | ۱۶ | ۱۶ | ۱۶ | ۱۵ | ۱۵ | ۱۵ | ۱۵ |
| اسپتزیا    | ۱۱ | 15 | ۱۸ | ۱۳ | ۱۷ | 17 | ۱۹ | ۱۶ | ۱۷ | 17 | ۱۸ | ۱۶ | ۱۷ | ۱۷ | ۱۷ | ۱۷ | ۱۷ | ۱۷ | ۱۷ | ۱۷ | ۱۶ | ۱۴ | ۱۴ | ۱۵ | ۱۴ | ۱۵ | ۱۶ | ۱۶ | ۱۵ | ۱۶ | ۱۵ | ۱۵ | ۱۵ | ۱۵ | ۱۶ | ۱۶ | ۱۶ | ۱۶ |
| سالرنیتانا | 14 | 18 | 20 | 20 | 20 | 20 | 18 | 20 | 20 | 19 | 19 | 19 | 20 | 20 | 20 | 20 | 20 | 20 | ۲۰ | ۲۰ | ۲۰ | ۲۰ | ۲۰ | ۲۰ | ۲۰ | ۲۰ | ۲۰ | ۲۰ | ۲۰ | ۲۰ | ۲۰ | ۲۰ | ۲۰ | ۱۹ | ۱۷ | ۱۷ | ۱۷ | ۱۷ |
| کالیاری    | ۹  | ۱۴ | 17 | 19 | 19 | 19 | 20 | 19 | 19 | 20 | 20 | 20 | 19 | 19 | 19 | 18 | 19 | 19 | 19 | 18 | 18 | 18 | ۱۸ | ۱۷ | ۱۷ | ۱۷ | ۱۷ | ۱۷ | ۱۷ | ۱۷ | ۱۷ | ۱۷ | ۱۷ | 17 | 18 | 18 | 18 | ۱۸ |
| جنوآ       | ۲۰ | ۱۹ | ۱۳ | ۱۵ | ۱۶ | ۱۶ | ۱۶ | ۱۸ | ۱۸ | ۱۸ | ۱۷ | ۱۷ | ۱۸ | ۱۸ | ۱۸ | ۱۹ | ۱۸ | ۱۸ | ۱۸ | ۱۹ | ۱۹ | ۱۹ | ۱۹ | ۱۹ | ۱۹ | ۱۹ | ۱۹ | ۱۹ | ۱۹ | ۱۸ | ۱۸ | ۱۸ | ۱۸ | ۱۸ | ۱۹ | ۱۹ | ۱۹ | ۱۹ |
| ونتزیا     | ۱۹ | ۲۰ | ۱۴ | ۱۷ | ۱۸ | ۱۸ | ۱۷ | ۱۵ | ۱۶ | ۱۶ | ۱۶ | ۱۵ | ۱۴ | ۱۶ | ۱۶ | ۱۶ | ۱۶ | ۱۶ | ۱۶ | ۱۶ | ۱۷ | ۱۷ | ۱۷ | ۱۸ | ۱۸ | ۱۸ | ۱۸ | ۱۸ | ۱۸ | ۱۹ | ۱۹ | ۱۹ | ۱۹ | ۲۰ | ۲۰ | ۲۰ | ۲۰ | ۲۰ |

### امتیاز هفتگی
| هفته←تیم↓  | ۱ | ۲ | ۳ | ۴  | ۵  | ۶  | ۷  | ۸  | ۹  | ۱۰ | ۱۱ | ۱۲ | ۱۳ | ۱۴ | ۱۵ | ۱۶ | ۱۷ | ۱۸ | ۱۹ | ۲۰ | ۲۱ | ۲۲ | ۲۳ | ۲۴ | ۲۵ | ۲۶ | ۲۷ | ۲۸ | ۲۹ | ۳۰ | ۳۱ | ۳۲ | ۳۳ | ۳۴ | ۳۵ | ۳۶ | ۳۷ | ۳۸ |
| هفته←تیم↓  |   |   |   |    |    |    |    |    |    |    |    |    |    |    |    |    |    |    |    |    |    |    |    |    |    |    |    |    |    |    |    |    |    |    |    |    |    |    |
| ---------- | - | - | - | -- | -- | -- | -- | -- | -- | -- | -- | -- | -- | -- | -- | -- | -- | -- | -- | -- | -- | -- | -- | -- | -- | -- | -- | -- | -- | -- | -- | -- | -- | -- | -- | -- | -- | -- |
| آتالانتا   | ۳ | ۴ | ۴ | ۷  | ۱۰ | ۱۱ | ۱۱ | ۱۴ | ۱۵ | ۱۸ | ۱۹ | ۲۲ | ۲۵ | ۲۸ | ۳۱ | ۳۴ | ۳۷ | ۳۷ | ۳۸ | ۳۸ | ۴۱ | ۴۲ | ۴۳ | ۴۳ | ۴۴ | ۴۴ | ۴۷ | ۴۷ | ۴۸ | ۵۱ | ۵۱ | ۵۱ | ۵۱ | ۵۴ | ۵۶ | ۵۹ | ۵۹ | ۵۹ |
| بولونیا    | ۳ | ۴ | ۷ | ۷  | ۸  | ۸  | ۱۱ | ۱۲ | ۱۲ | ۱۲ | ۱۵ | ۱۸ | ۱۸ | ۲۱ | ۲۴ | ۲۴ | ۲۴ | ۲۴ | ۲۷ | ۲۷ | ۲۷ | ۲۷ | ۲۷ | ۲۸ | ۲۸ | ۳۱ | ۳۲ | ۳۳ | ۳۳ | ۳۳ | ۳۴ | ۳۷ | ۳۸ | ۳۹ | ۴۳ | ۴۳ | ۴۳ | ۴۶ |
| کالیاری    | ۱ | ۱ | ۱ | ۲  | ۲  | ۲  | ۳  | ۶  | ۶  | ۶  | ۶  | ۶  | ۷  | ۸  | ۹  | ۱۰ | ۱۰ | ۱۰ | ۱۰ | ۱۳ | ۱۶ | ۱۶ | ۱۷ | ۲۰ | ۲۱ | ۲۲ | ۲۵ | ۲۵ | ۲۵ | ۲۵ | ۲۵ | ۲۵ | ۲۸ | ۲۸ | ۲۸ | ۲۹ | ۲۹ | ۳۰ |
| امپولی     | ۰ | ۳ | ۳ | ۳  | ۶  | ۹  | ۹  | ۹  | ۱۲ | ۱۲ | ۱۵ | ۱۶ | ۱۶ | ۱۹ | ۲۰ | ۲۳ | ۲۶ | ۲۷ | ۲۷ | ۲۸ | ۲۸ | ۲۹ | ۲۹ | ۳۰ | ۳۱ | ۳۱ | ۳۱ | ۳۲ | ۳۲ | ۳۳ | ۳۳ | ۳۴ | ۳۴ | ۳۷ | ۳۷ | ۳۷ | ۳۸ | ۴۱ |
| فیورنتینا  | ۰ | ۳ | ۶ | ۹  | ۹  | ۱۲ | ۱۲ | ۱۲ | ۱۵ | ۱۵ | ۱۸ | ۱۸ | ۲۱ | ۲۱ | ۲۴ | ۲۷ | ۳۰ | ۳۱ | ۳۲ | ۳۲ | ۳۲ | ۳۵ | ۳۶ | ۳۶ | ۳۹ | ۴۲ | ۴۲ | ۴۳ | ۴۶ | ۴۷ | ۵۰ | ۵۳ | ۵۶ | ۵۶ | ۵۶ | ۵۹ | ۵۹ | ۶۲ |
| جنوا       | ۰ | ۰ | ۳ | ۳  | ۴  | ۵  | ۵  | ۶  | ۶  | ۷  | ۸  | ۹  | ۹  | ۱۰ | ۱۰ | ۱۰ | ۱۰ | ۱۰ | ۱۱ | ۱۲ | ۱۲ | ۱۲ | ۱۳ | ۱۴ | ۱۵ | ۱۶ | ۱۷ | ۱۸ | ۱۹ | ۲۲ | ۲۲ | ۲۲ | ۲۲ | ۲۵ | ۲۵ | ۲۸ | ۲۸ | ۲۸ |
| اینتر      | ۳ | ۶ | ۷ | ۱۰ | ۱۳ | ۱۴ | ۱۷ | ۱۷ | ۱۸ | ۲۱ | ۲۴ | ۲۵ | ۲۸ | ۳۱ | ۳۴ | ۳۷ | ۴۰ | ۴۳ | ۴۶ | ۴۶ | ۴۹ | ۵۰ | ۵۳ | ۵۳ | ۵۴ | ۵۴ | ۵۵ | ۵۸ | ۵۹ | ۶۰ | ۶۳ | ۶۶ | ۶۹ | ۷۲ | ۷۵ | ۷۸ | ۸۱ | ۸۴ |
| یوونتوس    | ۱ | ۱ | ۱ | ۲  | ۵  | ۸  | ۱۱ | ۱۴ | ۱۵ | ۱۵ | ۱۵ | ۱۸ | ۲۱ | ۲۱ | ۲۴ | ۲۷ | ۲۸ | ۳۱ | ۳۴ | ۳۵ | ۳۸ | ۴۱ | ۴۲ | ۴۵ | ۴۶ | ۴۷ | ۵۰ | ۵۳ | ۵۶ | ۵۹ | ۵۹ | ۶۲ | ۶۳ | ۶۶ | ۶۹ | ۶۹ | ۷۰ | ۷۰ |
| لاتزیو     | ۳ | ۶ | ۶ | ۷  | ۸  | ۱۱ | ۱۱ | ۱۴ | ۱۴ | ۱۷ | ۱۸ | ۲۱ | ۲۱ | ۲۱ | ۲۲ | ۲۵ | ۲۵ | ۲۸ | ۳۱ | ۳۲ | ۳۲ | ۳۵ | ۳۶ | ۳۹ | ۴۲ | ۴۳ | ۴۳ | ۴۶ | ۴۹ | ۴۹ | ۵۲ | ۵۵ | ۵۶ | ۵۶ | ۵۹ | ۶۲ | ۶۳ | ۶۴ |
| میلان      | ۳ | ۶ | ۹ | ۱۰ | ۱۳ | ۱۶ | ۱۹ | ۲۲ | ۲۵ | ۲۸ | ۳۱ | ۳۲ | ۳۲ | ۳۲ | ۳۵ | ۳۸ | ۳۹ | ۳۹ | ۴۲ | ۴۵ | ۴۸ | ۴۸ | ۴۹ | ۵۲ | ۵۵ | ۵۶ | ۵۷ | ۶۰ | ۶۳ | ۶۶ | ۶۷ | ۶۸ | ۷۱ | ۷۴ | ۷۷ | ۸۰ | ۸۳ | ۸۶ |
| ناپولی     | ۳ | ۶ | ۹ | ۱۲ | ۱۵ | ۱۸ | ۲۱ | ۲۴ | ۲۵ | ۲۸ | ۳۱ | ۳۲ | ۳۲ | ۳۵ | ۳۶ | ۳۶ | ۳۶ | ۳۹ | ۳۹ | ۴۰ | ۴۳ | ۴۶ | ۴۹ | ۵۲ | ۵۳ | ۵۴ | ۵۷ | ۵۷ | ۶۰ | ۶۳ | ۶۶ | ۶۶ | ۶۷ | ۶۷ | ۷۰ | ۷۳ | ۷۶ | ۷۹ |
| رم         | ۳ | ۶ | ۹ | ۹  | ۱۲ | ۱۲ | ۱۵ | ۱۵ | ۱۶ | ۱۹ | ۱۹ | ۱۹ | ۲۲ | ۲۵ | ۲۵ | ۲۵ | ۲۸ | ۳۱ | ۳۲ | ۳۲ | ۳۲ | ۳۵ | ۳۸ | ۳۹ | ۴۰ | ۴۱ | ۴۴ | ۴۷ | ۴۸ | ۵۱ | ۵۴ | ۵۷ | ۵۸ | ۵۸ | ۵۹ | ۵۹ | ۶۰ | ۶۳ |
| سالرنیتانا | ۰ | ۰ | ۰ | ۰  | ۱  | ۱  | ۴  | ۴  | ۴  | ۷  | ۷  | ۷  | ۷  | ۸  | ۸  | ۸  | ۸  | ۸  | ۸  | ۸  | ۱۱ | ۱۱ | ۱۱ | ۱۲ | ۱۳ | ۱۴ | ۱۵ | ۱۵ | ۱۶ | ۱۶ | ۱۶ | ۱۶ | ۱۹ | ۲۵ | ۲۶ | ۳۰ | ۳۱ | ۳۱ |
| سمپدوریا   | ۰ | ۱ | ۲ | ۵  | ۵  | ۵  | ۶  | ۶  | ۹  | ۹  | ۹  | ۹  | ۱۲ | ۱۵ | ۱۵ | ۱۵ | ۱۸ | ۱۹ | ۲۰ | ۲۰ | ۲۰ | ۲۰ | ۲۰ | ۲۳ | ۲۳ | ۲۶ | ۲۶ | ۲۶ | ۲۶ | ۲۹ | ۲۹ | ۲۹ | ۲۹ | ۳۰ | ۳۳ | ۳۳ | ۳۶ | ۳۶ |
| ساسولو     | ۳ | ۴ | ۴ | ۴  | ۴  | ۷  | ۷  | ۸  | ۱۱ | ۱۴ | ۱۴ | ۱۴ | ۱۵ | ۱۸ | ۱۹ | ۲۰ | ۲۳ | ۲۴ | ۲۴ | ۲۵ | ۲۸ | ۲۸ | ۲۹ | ۲۹ | ۳۰ | ۳۳ | ۳۶ | ۳۹ | ۴۰ | ۴۳ | ۴۳ | ۴۶ | ۴۶ | ۴۶ | ۴۶ | ۴۷ | ۵۰ | ۵۰ |
| اسپتزیا    | ۱ | ۱ | ۱ | ۴  | ۴  | ۴  | ۴  | ۷  | ۷  | ۸  | ۸  | ۱۱ | ۱۱ | ۱۱ | ۱۱ | ۱۲ | ۱۲ | ۱۳ | ۱۶ | ۱۶ | ۱۹ | ۲۲ | ۲۵ | ۲۶ | ۲۶ | ۲۶ | ۲۶ | ۲۶ | ۲۹ | ۲۹ | ۳۲ | ۳۳ | ۳۳ | ۳۳ | ۳۳ | ۳۳ | ۳۶ | ۳۶ |
| تورینو     | ۰ | ۰ | ۳ | ۶  | ۷  | ۸  | ۸  | ۸  | ۱۱ | ۱۱ | ۱۴ | ۱۴ | ۱۷ | ۱۷ | ۱۸ | ۱۹ | ۲۲ | ۲۵ | ۲۵ | ۲۵ | ۲۸ | ۳۱ | ۳۲ | ۳۲ | ۳۲ | ۳۳ | ۳۳ | ۳۴ | ۳۵ | ۳۵ | ۳۸ | ۳۹ | ۴۰ | ۴۳ | ۴۷ | ۴۷ | ۵۰ | ۵۰ |
| اودینزه    | ۱ | ۴ | ۷ | ۷  | ۷  | ۷  | ۸  | ۹  | ۱۰ | ۱۱ | ۱۱ | ۱۴ | ۱۴ | ۱۵ | ۱۶ | ۱۶ | ۱۷ | ۲۰ | ۲۰ | ۲۰ | ۲۰ | ۲۰ | ۲۱ | ۲۴ | ۲۴ | ۲۵ | ۲۶ | ۲۹ | ۳۰ | ۳۰ | ۳۳ | ۳۶ | ۳۹ | ۴۰ | ۴۳ | ۴۴ | ۴۴ | ۴۷ |
| ونتزیا     | ۰ | ۰ | ۳ | ۳  | ۳  | ۴  | ۵  | ۸  | ۸  | ۸  | ۹  | ۱۲ | ۱۵ | ۱۵ | ۱۵ | ۱۵ | ۱۶ | ۱۷ | ۱۷ | ۱۷ | ۱۷ | ۱۸ | ۱۸ | ۱۸ | ۲۱ | ۲۲ | ۲۲ | ۲۲ | ۲۲ | ۲۲ | ۲۲ | ۲۲ | ۲۲ | ۲۲ | ۲۲ | ۲۵ | ۲۶ | ۲۷ |
| ورونا      | ۰ | ۰ | ۰ | ۳  | ۴  | ۵  | ۸  | ۸  | ۱۱ | ۱۲ | ۱۵ | ۱۶ | ۱۹ | ۱۹ | ۲۰ | ۲۳ | ۲۳ | ۲۳ | ۲۴ | ۲۷ | ۲۷ | ۳۰ | ۳۳ | ۳۳ | ۳۶ | ۳۷ | ۴۰ | ۴۱ | ۴۱ | ۴۲ | ۴۵ | ۴۵ | ۴۸ | ۴۹ | ۵۲ | ۵۲ | ۵۲ | ۵۳ |

### نتایج
| میزبان↓، مهمان← |     |     |     |     |     |     |     |     |     |     |     |     |     |     |     |     |     |     |     |     |
| --------------- | --- | --- | --- | --- | --- | --- | --- | --- | --- | --- | --- | --- | --- | --- | --- | --- | --- | --- | --- | --- |
| آتالانتا        |     | ۰–۰ | ۱–۲ | ۰–۱ | ۱–۲ | ۰–۰ | ۰–۰ | ۱–۱ | ۲–۲ | ۲–۳ | ۱–۳ | ۱–۴ | ۱–۱ | ۴–۰ | ۲–۱ | ۵–۲ | ۴–۴ | ۱–۱ | ۴–۰ | ۱–۲ |
| بولونیا         | ۰–۱ |     | ۲–۰ | ۰–۰ | ۲–۳ | ۲–۲ | ۲–۱ | ۰–۲ | ۳–۰ | ۲–۴ | ۰–۲ | ۱–۰ | ۳–۲ | ۲–۰ | ۱–۳ | ۲–۱ | ۰–۰ | ۲–۲ | ۰–۱ | ۱–۰ |
| کالیاری         | ۱–۲ | ۲–۱ |     | ۰–۲ | ۱–۱ | ۲–۳ | ۱–۳ | ۱–۲ | ۰–۳ | ۰–۱ | ۱–۱ | ۱–۲ | ۱–۱ | ۳–۱ | ۱–۰ | ۲–۲ | ۱–۱ | ۰–۴ | ۱–۱ | ۱–۲ |
| امپولی          | ۱–۴ | ۴–۲ | ۱–۱ |     | ۲–۱ | ۲–۲ | ۰–۲ | ۲–۳ | ۱–۳ | ۲–۴ | ۳–۲ | ۲–۴ | ۱–۱ | ۰–۳ | ۱–۵ | ۰–۰ | ۱–۳ | ۳–۱ | ۱–۲ | ۱–۱ |
| فیورنتینا       | ۱–۰ | ۱–۰ | ۳–۰ | ۱–۰ |     | ۶–۰ | ۱–۳ | ۲–۰ | ۰–۳ | ۴–۳ | ۱–۲ | ۲–۰ | ۴–۰ | ۳–۱ | ۲–۲ | ۳–۰ | ۲–۱ | ۰–۴ | ۱–۰ | ۱–۱ |
| جنوا            | ۰–۰ | ۰–۱ | ۱–۰ | ۰–۰ | ۱–۲ |     | ۰–۰ | ۲–۱ | ۱–۴ | ۰–۳ | ۱–۲ | ۰–۲ | ۱–۱ | ۱–۳ | ۲–۲ | ۰–۱ | ۱–۰ | ۰–۰ | ۰–۰ | ۳–۳ |
| اینتر           | ۲–۲ | ۶–۱ | ۴–۰ | ۴–۲ | ۱–۱ | ۴–۰ |     | ۱–۱ | ۲–۱ | ۱–۲ | ۳–۲ | ۳–۱ | ۵–۰ | ۳–۰ | ۰–۲ | ۲–۰ | ۱–۰ | ۲–۰ | ۲–۱ | ۲–۰ |
| یوونتوس         | ۰–۱ | ۱–۱ | ۲–۰ | ۰–۱ | ۱–۰ | ۲–۰ | ۰–۱ |     | ۲–۲ | ۱–۱ | ۱–۱ | ۱–۰ | ۲–۰ | ۳–۲ | ۱–۲ | ۱–۰ | ۱–۱ | ۲–۰ | ۲–۱ | ۲–۰ |
| لاتزیو          | ۰–۰ | ۳–۰ | ۲–۲ | ۳–۳ | ۱–۰ | ۳–۱ | ۳–۱ | ۰–۲ |     | ۱–۲ | ۱–۲ | ۳–۲ | ۳–۰ | ۲–۰ | ۲–۱ | ۶–۱ | ۱–۱ | ۴–۴ | ۱–۰ | ۳–۳ |
| میلان           | ۲–۰ | ۰–۰ | ۴–۱ | ۱–۰ | ۱–۰ | ۲–۰ | ۱–۱ | ۰–۰ | ۲–۰ |     | ۰–۱ | ۳–۱ | ۲–۰ | ۱–۰ | ۱–۳ | ۱–۲ | ۱–۰ | ۱–۱ | ۲–۰ | ۳–۲ |
| ناپولی          | ۲–۳ | ۳–۰ | ۲–۰ | ۰–۱ | ۲–۳ | ۳–۰ | ۱–۱ | ۲–۱ | ۴–۰ | ۰–۱ |     | ۱–۱ | ۴–۱ | ۱–۰ | ۶–۱ | ۰–۱ | ۱–۰ | ۲–۱ | ۲–۰ | ۱–۱ |
| رم              | ۱–۰ | ۰–۰ | ۱–۰ | ۲–۰ | ۳–۱ | ۰–۰ | ۰–۳ | ۳–۴ | ۳–۰ | ۱–۲ | ۰–۰ |     | ۲–۱ | ۱–۱ | ۲–۱ | ۲–۰ | ۱–۰ | ۱–۰ | ۱–۱ | ۲–۲ |
| سالرنیتانا      | ۰–۱ | ۱–۱ | ۱–۱ | ۲–۴ | ۲–۱ | ۱–۰ | ۰–۵ | ۰–۲ | ۰–۳ | ۲–۲ | ۰–۱ | ۰–۴ |     | ۰–۲ | ۲–۲ | ۲–۲ | ۰–۱ | ۰–۴ | ۲–۱ | ۲–۲ |
| سمپدوریا        | ۱–۳ | ۱–۲ | ۱–۲ | ۲–۰ | ۴–۱ | ۱–۰ | ۲–۲ | ۱–۳ | ۱–۳ | ۰–۱ | ۰–۴ | ۰–۱ | ۱–۲ |     | ۴–۰ | ۲–۱ | ۱–۲ | ۳–۳ | ۱–۱ | ۳–۱ |
| ساسولو          | ۲–۱ | ۰–۳ | ۲–۲ | ۱–۲ | ۲–۱ | ۱–۱ | ۱–۲ | ۱–۲ | ۲–۱ | ۰–۳ | ۲–۲ | ۲–۲ | ۱–۰ | ۰–۰ |     | ۴–۱ | ۰–۱ | ۱–۱ | ۳–۱ | ۲–۴ |
| اسپتزیا         | ۱–۳ | ۰–۱ | ۲–۰ | ۱–۱ | ۱–۲ | ۱–۱ | ۱–۳ | ۲–۳ | ۳–۴ | ۱–۲ | ۰–۳ | ۰–۱ | ۲–۱ | ۱–۰ | ۲–۲ |     | ۱–۰ | ۰–۱ | ۱–۰ | ۱–۲ |
| تورینو          | ۱–۲ | ۲–۱ | ۱–۲ | ۲–۲ | ۴–۰ | ۳–۲ | ۱–۱ | ۰–۱ | ۱–۱ | ۰–۰ | ۰–۱ | ۰–۳ | ۴–۰ | ۳–۰ | ۱–۱ | ۲–۱ |     | ۲–۱ | ۱–۲ | ۱–۰ |
| اودینزه         | ۲–۶ | ۱–۱ | ۵–۱ | ۴–۱ | ۰–۱ | ۰–۰ | ۱–۲ | ۲–۲ | ۱–۱ | ۱–۱ | ۰–۴ | ۱–۱ | ۰–۱ | ۲–۱ | ۳–۲ | ۲–۳ | ۲–۰ |     | ۳–۰ | ۱–۱ |
| ونتزیا          | ۱–۳ | ۴–۳ | ۰–۰ | ۱–۱ | ۱–۰ | ۱–۱ | ۰–۲ | ۱–۱ | ۱–۳ | ۰–۳ | ۰–۲ | ۳–۲ | ۱–۲ | ۰–۲ | ۱–۴ | ۱–۲ | ۱–۱ | ۱–۲ |     | ۳–۴ |
| ورونا           | ۱–۲ | ۲–۱ | ۰–۰ | ۲–۱ | ۱–۱ | ۱–۰ | ۱–۳ | ۲–۱ | ۴–۱ | ۱–۳ | ۱–۲ | ۳–۲ | ۱–۲ | ۱–۱ | ۲–۳ | ۴–۰ | ۰–۱ | ۴–۰ | ۳–۱ |     |

## آمار فصل
| رتبه | بازیکن           | باشگاه            | گل(ها) |
| ---- | ---------------- | ----------------- | ------ |
| ۱    | چیرو ایموبیله    | لاتزیو            | ۲۷     |
| ۲    | دوشان ولاهوویچ   | فیورنتینا/یوونتوس | ۲۴     |
| ۳    | لائوتارو مارتینس | اینتر میلان       | ۲۱     |
| ۴    | تامی آبراهام     | آ.اس. رم          | ۱۷     |
| ۴    | جیووانی سیمئونه  | هلاس ورونا        | ۱۷     |
| ۶    | جانلوکا اسکاماکا | ساسولو            | ۱۶     |
| ۷    | دومنیکو براردی   | ساسولو            | ۱۵     |
| ۸    | مارکو آرناتوویج  | بولونیا           | ۱۴     |
| ۸    | ویکتور اوسیمهن   | ناپولی            | ۱۴     |
| ۱۰   | جرارد دلوفئو     | اودینزه           | ۱۳     |
| ۱۰   | ادین جکو         | اینتر میلان       | ۱۳     |
| ۱۰   | ماریو پاشالیچ    | آتالانتا          | ۱۳     |
| ۱۰   | ژوائو پدرو       | کالیاری           | ۱۳     |
| ۱۰   | آندره‌آ پینامونتی | امپولی            | ۱۳     |

| رتبه | بازیکن               | باشگاه      | پاس(ها) |
| ---- | -------------------- | ----------- | ------- |
| ۱    | دومنیکو براردی       | ساسولو      | ۱۴      |
| ۲    | نیکولو بارلا         | اینتر میلان | ۱۲      |
| ۲    | هاکان چالهان‌اوغلو    | اینتر میلان | ۱۲      |
| ۴    | سرگی میلینکویچ-ساویچ | لاتزیو      | ۱۱      |
| ۵    | لوئیس آلبرتو رومرو   | لاتزیو      | ۱۰      |
| ۵    | آنتونیو کاندروا      | سمپدوریا    | ۱۰      |
| ۷    | لورنزو اینسینیه      | ناپولی      | ۹       |
| ۸    | فیلیپه اندرسون       | لاتزیو      | ۸       |
| ۸    | رافائل لئائو         | آ.ث. میلان  | ۸       |
| ۸    | لوئیس موریل          | آتالانتا    | ۸       |
| ۸    | ژردن ورتو            | آ.اس. رم    | ۸       |

### هت-تریک‌ها
| تاریخ      | بازیکن           | گل‌ها                 | میزبان     | نتیجه | مهمان      | هفته    |
| ---------- | ---------------- | -------------------- | ---------- | ----- | ---------- | ------- |
| ۲۸/۰۸/۲۰۲۱ | چیرو ایموبیله    | ۵'، ۱۸'، ۴۵+۲'       | لاتزیو     | 6 - 1 | اسپتزیا    | هفته ۲  |
| ۲۴/۱۰/۲۰۲۱ | جیووانی سیمئونه  | ۳۰'، ۳۶'، ۶۲'، ۹۰+۲' | هلاس ورونا | ۴ - ۱ | لاتزیو     | هفته ۹  |
| ۳۱/۱۰/۲۰۲۱ | دوشان ولاهوویچ   | ۴۴'، ۶۲'، ۷۴'        | فیورنتینا  | ۳ - ۰ | اسپتزیا    | هفته ۱۱ |
| ۳۰/۱۱/۲۰۲۱ | ماریو پاشالیچ    | ۷'، ۱۲'، ۶۷'         | آتالانتا   | ۴ - ۰ | ونتزیا     | هفته ۱۵ |
| ۱۶/۱/۲۰۲۲  | آنتونین باراک    | ۴۴'، '۵۷ ، ۹۰+۴'     | ساسولو     | ۲ - ۴ | هلاس ورونا | هفته ۲۲ |
| ۲۷/۲/۲۰۲۲  | جیووانی سیمئونه  | ۵۴'، ۶۳'، ۸۸'        | هلاس ورونا | ۳ - ۱ | ونتزیا     | هفته ۲۷ |
| ۳/۴/۲۰۲۲   | لائوتارو مارتینس | ۲۲'، ۴۰'، ۵۶'        | اینتر      | ۵ - ۰ | سالرنیتانا | هفته ۲۸ |
| ۴/۳/۲۰۲۲   | بتو              | ۴۵'، ۴۹'، ۷۳'        | اودینزه    | ۵ - ۱ | کالیاری    | هفته ۳۱ |
| ۱۰/۴/۲۰۲۲  | چیرو ایموبیله    | ۴۵+۱'، ۶۳'، ۷۶'      | جنوآ       | ۱ - ۴ | لاتزیو     | هفته ۳۲ |
| ۱/۵/۲۰۲۲   | آندره‌آ بلوتی     | '۷۸ ، '۸۷ ، ۹۰+۶'    | امپولی     | ۱ - ۳ | تورینو     | هفته ۳۵ |

| رتبه | بازیکن           | باشگاه      | کلین-شیت |
| ---- | ---------------- | ----------- | -------- |
| ۱    | مایک منیان       | آ.ث. میلان  | ۱۷       |
| ۲    | سمیر هاندانوویچ  | اینتر میلان | ۱۵       |
| ۲    | روی پاتریسیو     | آ.اس. رم    | ۱۵       |
| ۴    | داوید اوسپینا    | ناپولی      | ۱۳       |
| ۵    | ووکاش اسکوروپسکی | بولونیا     | ۱۲       |
| ۵    | وویچیخ شچنسنی    | یوونتوس     | ۱۲       |
| ۷    | سالواتوره سیریگو | جنوا        | ۱۰       |
| ۸    | پیترو تراچیانو   | فیورنتینا   | ۹        |
| ۹    | خوان موسو        | آتالانتا    | ۸        |
| ۱۰   | ایوان پروودل     | اسپتزیا     | ۷        |
| ۱۰   | مارکو سیلوستری   | اودینزه     | ۷        |
| ۱۰   | توماس استراکوشا  | لاتزیو      | ۷        |
| ۱۰   | ویلیام ویکار     | امپولی      | ۷        |

| - بیشترین کارت زرد: ۱۰۶ - ونتزیا - بیشترین کارت قرمز: ۹ - ونتزیا | - کمترین کارت زرد: ۶۳ - ناپولی - کمترین کارت قرمز: ۱ - اینتر - یوونتوس |

## جوایز

### جوایز ماهانه
| ماه     | بازیکن ماه        | بازیکن ماه  | مربی ماه          | مربی ماه    | گل ماه            | گل ماه     |
| ماه     | بازیکن            | باشگاه      | مربی              | باشگاه      | بازیکن            | باشگاه     |
| ------- | ----------------- | ----------- | ----------------- | ----------- | ----------------- | ---------- |
| سپتامبر | کالیدو کولیبالی   | ناپولی      | لوچانو اسپالتی    | ناپولی      | لورنتزو پلگرینی   | آ اس رم    |
| اکتبر   | جیووانی سیمئونه   | هلاس ورونا  | استفانو پیولی     | میلان       | آنتونیو کاندروا   | سمپدوریا   |
| نوامبر  | هاکان چالهان‌اوغلو | اینتر میلان | جان پیرو گاسپرینی | آتالانتا    | کیتا بالده        | کالیاری    |
| دسامبر  | دوشان ولاهوویچ    | فیورنتینا   | سیمونه اینزاگی    | اینتر میلان | خوان کوادرادو     | یوونتوس    |
| ژانویه  | جیاکومو راسپادوری | ساسولو      | تیاگو موتا        | اسپتزیا     | لورنتزو پلگرینی   | آ اس رم    |
| فوریه   | روسلان مالینووسکی | آتالانتا    | لوچانو اسپالتی    | ناپولی      | روسلان مالینووسکی | آتالانتا   |
| مارس    | ویکتور اوسیمهن    | ناپولی      | استفانو پیولی     | میلان       | لورنتزو پلگرینی   | آ اس رم    |
| آوریل   | ایوان پریشیچ      | اینترمیلان  | سینیشا میهایلوویچ | بولونیا     | مارسلو بروزویچ    | اینترمیلان |
| مهٔ      | ساندرو تونالی     | میلان       | استفانو پیولی     | میلان       | تئو ارناندز       | میلان      |

### جوایز پایان فصل
| جایزه               | نام بازیکن     | باشگاه     | منبع   |
| ------------------- | -------------- | ---------- | ------ |
| ارزشمند ترین بازیکن | رافائل لیائو   | آ.ث.میلان  | [ ۵۰ ] |
| بهترین بازیکن جوان  | ویکتور اوسیمهن | ناپولی     | [ ۵۰ ] |
| بهترین دروازه بان   | مایک منیان     | آ.ث.میلان  | [ ۵۰ ] |
| بهترین مدافع        | گلیسون برمر    | تورینو     | [ ۵۰ ] |
| بهترین هافبک        | مارسلو بروزویچ | اینترمیلان | [ ۵۰ ] |
| بهترین مهاجم        | چیرو ایموبیله  | لاتزیو     | [ ۵۰ ] |
| بهترین مربی         | استفانو پیولی  | آ.ث.میلان  | [ ۵۰ ] |
| بهترین گل فصل       | تئو ارناندز    | آ.ث.میلان  | [ ۵۰ ] |

## ترکیب تیم قهرمان
تعداد بازی‌ها و گل‌های هر بازیکن در پرانتز آمده‌است. (گل‌ها/بازی‌ها)
| ۱.                                                                       | میلان | ترکیب اصلی (۱–۳–۲–۴)                                                    |
| سری آ                                                                    | - دروازه‌بان‌ها - مایک منیان (۳۲/۰)؛ چیپریان تاتاروشانو (۶/۰) - مدافعان: - داویده کالابریا (۲۶/۲)؛ فودو بالو-توره (۱۰/۰)؛ الساندرو فلورنزی (۲۴/۲)؛ متئو گابیا (۸/۰)؛ تئو ارناندز (۳۲/۵)؛ پیر کالولو (۲۸/۱)؛ سیمون کیایر (۱۱/۰)؛ آلسیو رومانیولی (۱۹/۱)؛ لوکا استانگا (۱/۰)؛ فیکایو توموری (۳۱/۰) - هافبک‌ها - تیموئه باکایوکو (۱۴/۰)؛ اسماعیل بن ناصر (۳۱/۲)؛ براهیم دیاز (۳۱/۳)؛ سامو کاستیخو (۵/۰)؛ فرانک کسیه (۳۱/۶)؛ راده کرونیچ (۲۸/۰)؛ الکسی سلماکر (۳۶/۱)؛ ساندرو تونالی (۳۶/۵) - مهاجمان: - الیویه ژیرو (۲۹/۱۱)؛ زلاتان ابراهیموویچ (۲۳/۸)؛ رافائل لئائو (۳۴/۱۱)؛ دنیل مالدینی (۸/۱)؛ جونیور مسیایس (۲۶/۵)؛ انته ربیچ (۲۴/۲) - سرمربی: استفانو پیولی | منیان توموری کالولو ارناندز کالابریا کسیه تونالی دیاز لئائو سلماکر ژیرو |
| میلان                                                                    | - دروازه‌بان‌ها - مایک منیان (۳۲/۰)؛ چیپریان تاتاروشانو (۶/۰) - مدافعان: - داویده کالابریا (۲۶/۲)؛ فودو بالو-توره (۱۰/۰)؛ الساندرو فلورنزی (۲۴/۲)؛ متئو گابیا (۸/۰)؛ تئو ارناندز (۳۲/۵)؛ پیر کالولو (۲۸/۱)؛ سیمون کیایر (۱۱/۰)؛ آلسیو رومانیولی (۱۹/۱)؛ لوکا استانگا (۱/۰)؛ فیکایو توموری (۳۱/۰) - هافبک‌ها - تیموئه باکایوکو (۱۴/۰)؛ اسماعیل بن ناصر (۳۱/۲)؛ براهیم دیاز (۳۱/۳)؛ سامو کاستیخو (۵/۰)؛ فرانک کسیه (۳۱/۶)؛ راده کرونیچ (۲۸/۰)؛ الکسی سلماکر (۳۶/۱)؛ ساندرو تونالی (۳۶/۵) - مهاجمان: - الیویه ژیرو (۲۹/۱۱)؛ زلاتان ابراهیموویچ (۲۳/۸)؛ رافائل لئائو (۳۴/۱۱)؛ دنیل مالدینی (۸/۱)؛ جونیور مسیایس (۲۶/۵)؛ انته ربیچ (۲۴/۲) - سرمربی: استفانو پیولی | منیان توموری کالولو ارناندز کالابریا کسیه تونالی دیاز لئائو سلماکر ژیرو |
| - پیترو پلگری (۶/۰) و آندره‌آ کونتی (۱/۰) در طول فصل باشگاه را ترک کردند. | |                                                                         |